# テル・ミー・ホワイ (ビートルズの曲)
「テル・ミー・ホワイ」（Tell Me Why）は、ビートルズの楽曲である。1964年に公開された主演映画『ビートルズがやって来るヤァ!ヤァ!ヤァ!』のサウンドトラックとして書かれた楽曲で、同作のサウンドトラック盤にあたる3作目のイギリス盤オリジナル・アルバム『ハード・デイズ・ナイト』やユナイテッド・アーティスツ編集盤『A Hard Day's Night』にも収録された。レノン＝マッカートニー名義となっているが、ジョン・レノンがパリもしくはニューヨーク滞在時に書いた楽曲で、1964年2月27日に8テイク録音された。

## 背景・曲の構成
本作についてポール・マッカートニーは「『テル・ミー・ホワイ』をはじめ、ジョンが書いた曲の多くは、ジョンの実体験やシンシア（レノンの妻）との関係を元にしているといわれているけど、実際に僕らがそんな場面と出くわしたことはない」と語っている。
レノンは、本作について1980年の『プレイボーイ』誌のインタビューで「アップテンポな曲が必要だと言われて書いた曲。ニューヨークの黒人女性グループみたいな感じだ」と語っていて、基本的にシンプルなドゥーワップのコードチェンジとランニングベースの上に乗せたブロック・コードで構成された楽曲となっている。
曲のキーはDメジャーに設定されている。レノン、マッカートニー、ジョージ・ハリスンの3声ハーモニーで歌われていて、コーラスではレノンがハリスンよりも高い音域を歌っている。

## リリース
「テル・ミー・ホワイ」は、アメリカでは1964年6月26日にユナイテッド・アーティスツ・レコードから発売された『A Hard Day's Night』、イギリスでは7月10日に発売されたオリジナル・アルバム『ハード・デイズ・ナイト』の収録曲として発売された。アメリカでは7月20日に発売されたキャピトル編集盤『サムシング・ニュー』にも収録された。ビートルズ初の主演映画『ビートルズがやって来るヤァ!ヤァ!ヤァ!』では、1964年3月31日に撮影されたテレビ・ショーのシーンで登場した。映画での演奏はリップシンクで、スタジオ音源が被せられている。
イギリスでは1964年12月4日にシングル盤『恋におちたら』のB面曲として発売されたが、これは輸出用に制作されたものであるため、ビートルズの公式シングル作品としてはカウントされていない。日本ではシングル盤『すてきなダンス』のB面曲、イタリアやフランスではB面に「恋する二人」を収録したシングル盤としてリカットされた。

## クレジット
※出典
- ジョン・レノン - リード・ボーカル[注釈 1]、リズムギター
- ポール・マッカートニー - ハーモニー・ボーカル、ベース
- ジョージ・ハリスン - ハーモニー・ボーカル、リードギター
- リンゴ・スター - ドラム
- ジョージ・マーティン - ピアノ

## カバー・バージョン
- ザ・ビーチ・ボーイズ - 1965年に発売されたアルバム『ビーチ・ボーイズ・パーティ』に収録[8]。
- エイプリル・ワイン（英語版） - 1982年に発売されたアルバム『パワー・プレイ（英語版）』に収録[9]。カナダの音楽チャートで最高位46位を記録[10]。
- 安部恭弘 - 1988年に発売されたトリビュート・アルバム『抱きしめたい』に収録[11]。
- ザ・パンクルズ - 2002年に発売されたアルバム『Punk!』に収録[12]。